# Władysław Stepokura

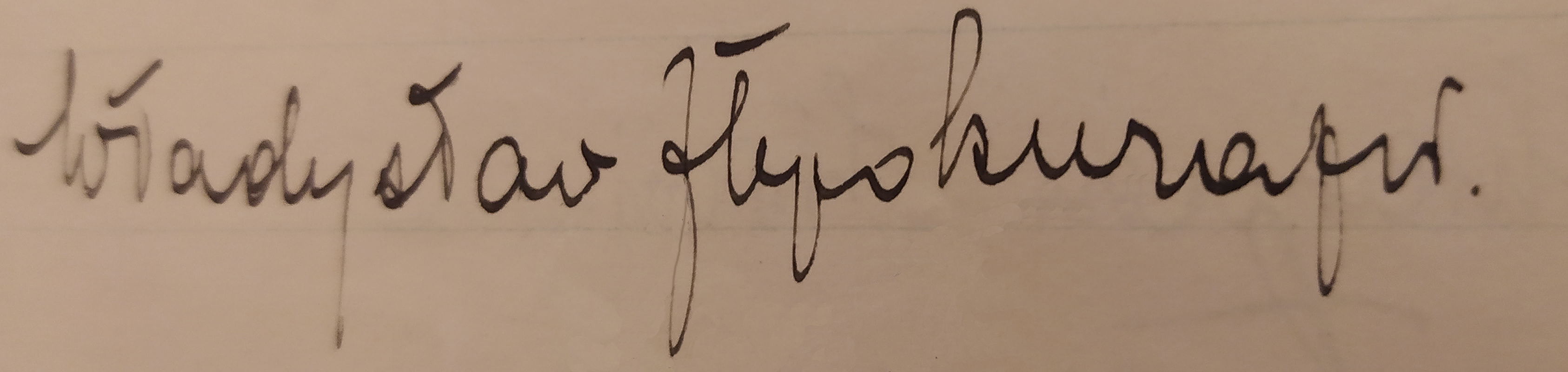
Podpis kpt. Władysława Stepokury.

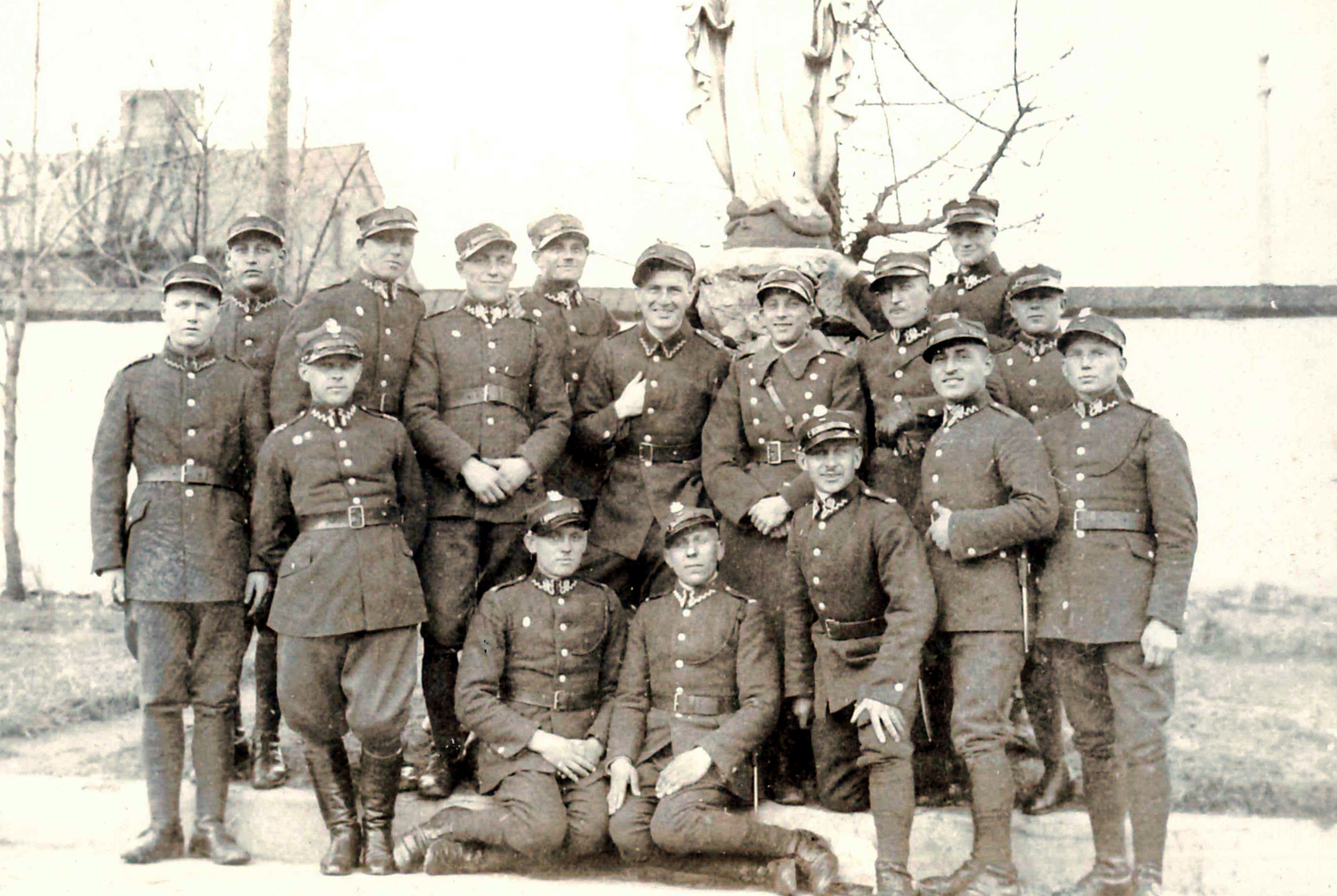
Rok 1933 - reprezentacja 14 pp na bieg Sulejówek - Warszawa. W górnym rzędzie czwarty od prawej stoi ppor. Władysław Stepokura

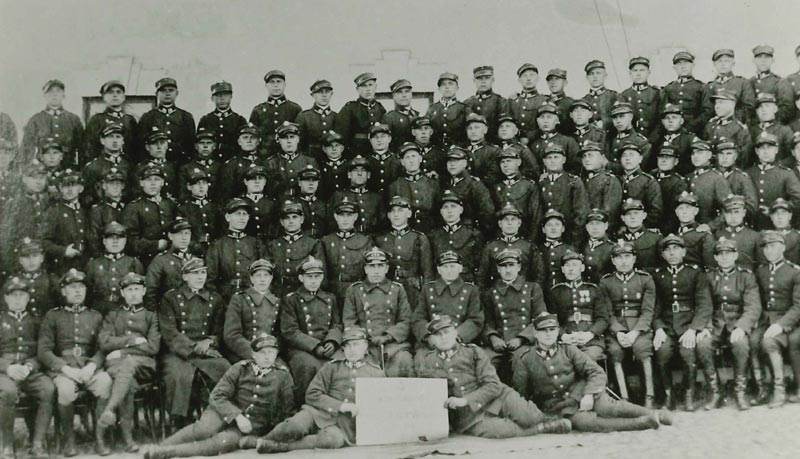
1 kompania strzelecka 14 pp w 1933 roku. W środku siedzi dowódca pułku - płk Ignacy Misiąg. Na prawo od niego dowódca kompanii - kpt. Jan Fleischmann i ppor. Ryszard Jagiełło. Na lewo siedzą dowódca I batalionu - mjr Wilhelm Paszkiewicz, ppor. Władysław Stepokura i ppor. Leonard Królak

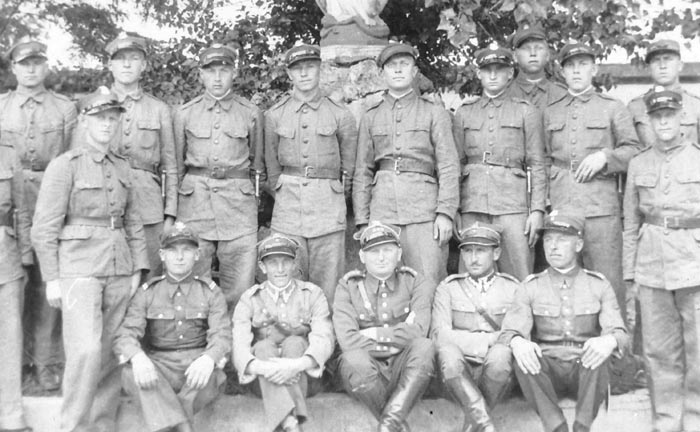
Żołnierze 14 pułku piechoty (zdjęcie wykonano w okresie 1932-1933). W środku siedzi kpt. Jan Fleischmann, na prawo ppor. Ryszard Jagiełło, na lewo ppor. Władysław Stepokura

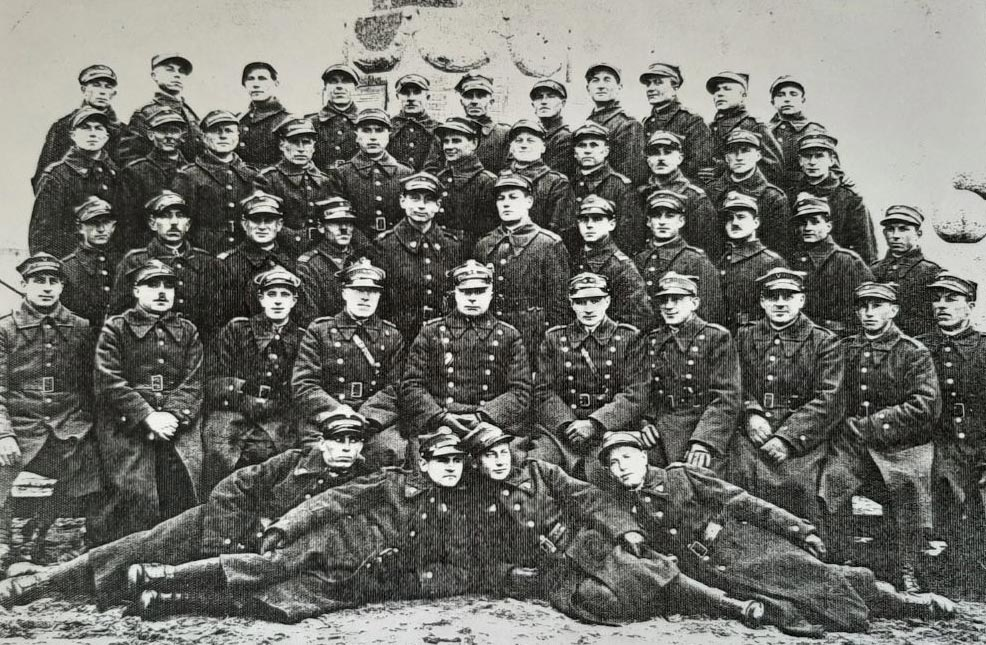
III Dywizyjny Kurs Instruktorski dla Podoficerów 4 DP przy 14 pp (I połowa lat 30. XX w.). W środku siedzi d-ca 14 pp ppłk Franciszek Sudoł. Trzeci od lewej siedzi ppor. Władysław Stepokura.

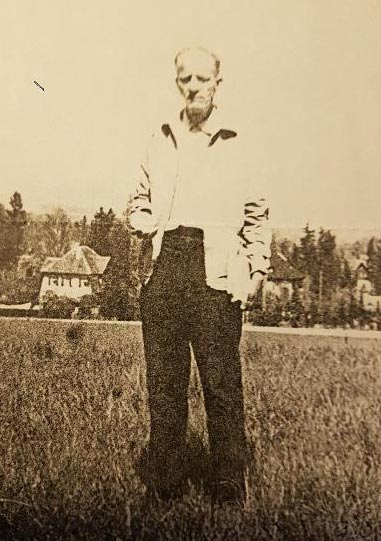
Władysław Stepokura w latach 60. XX w.

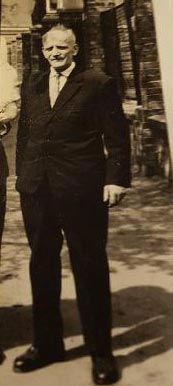
Władysław Stepokura w 1968 roku

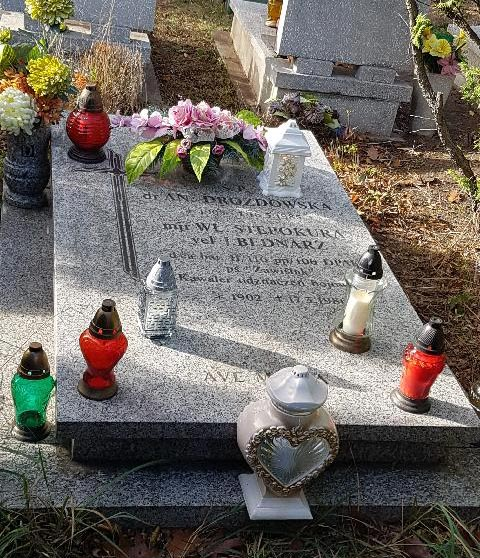
Grób Władysława Stepokury na Cmentarzu Osobowickim we Wrocławiu

Władysław Stepokura vel Józef Bednarz (ur. 12 lipca 1902 w Mostach Wielkich, zm. 17 marca 1986 we Wrocławiu) – porucznik piechoty Wojska Polskiego, kapitan Armii Krajowej, major Armii Polskiej w Kraju, żołnierz niezłomny, w 1944 roku dowódca II batalionu 116 pułku piechoty Armii Krajowej.

## Okres przed II wojną światową
Urodził się w dniu 12 lipca 1902 roku w parafii Mosty Wielkie (powiat żółkiewski) jako syn Jakuba i Julii z domu Turbiasz. W roku 1918 ukończył naukę w szóstej klasie gimnazjum w Żółkwi. W tym samym roku został we Lwowie zmobilizowany do Wojska Polskiego i wziął udział w obronie tego miasta przed Ukraińcami, uzyskując w toku walk stopień kaprala. Następnie walczył w wojnie polsko-bolszewickiej. W roku 1921 awansował do rangi plutonowego, a służbę pełnił w tym czasie w 38 pułku piechoty z Przemyśla, na stanowisku pisarza w kancelarii. W latach 1925–1928 jako podoficer służył w Jarosławiu, awansując w tym czasie do stopnia sierżanta. W drodze wyróżnienia skierowany został na trzyletnią naukę (lata 1928–1931) do Szkoły Podchorążych dla Podoficerów w Bydgoszczy, w ramach której uzyskał średnie wykształcenie.  
Jako absolwent bydgoskiej Szkoły Podchorążych dla Podoficerów, zarządzeniem Prezydenta Rzeczypospolitej Ignacego Mościckiego mianowany został na stopień podporucznika w korpusie oficerów piechoty, ze starszeństwem z dnia 15 sierpnia 1931 roku i 342. lokatą. Na podstawie opublikowanego w tym samym dniu zarządzenia Ministra Spraw Wojskowych – marszałka Józefa Piłsudskiego – został wcielony do 14 pułku piechoty, stacjonującego we Włocławku. Z dniem 1 września 1931 roku wyznaczono go na stanowisko dowódcy plutonu.
W roku 1932 zajmował już 340. lokatę w starszeństwie, a na dzień 1 lipca 1933 r. była to 336. lokata wśród podporuczników piechoty ze swego starszeństwa (a jednocześnie 410. lokata łączna wśród wszystkich podporuczników korpusu piechoty). Zarządzeniem Prezydenta RP z dnia 22 lutego 1934 r. został awansowany do stopnia porucznika piechoty, ze starszeństwem z dnia 1 stycznia 1934 roku i 390. lokatą. W II połowie 1934 roku por. Stepokura ukończył kurs strzelecki. Na dzień 21 września 1933 r. i na dzień 4 września 1934 roku pełnił funkcję młodszego oficera w 9 kompanii strzeleckiej w III batalionie 14 pp, a na dzień 17 września tego roku zajmował identyczne stanowisko w 2 kompanii strzeleckiej (w I batalionie) 14 pułku piechoty. 
W dniu 5 czerwca 1935 roku Władysław Stepokura zajmował 2374. lokatę łączną na liście starszeństwa poruczników piechoty (była to 382. lokata w swoim starszeństwie). We włocławskim pułku pełnił służbę do II połowy lat 30. XX w., a na dzień 21 września 1936 r. zajmował stanowisko dowódcy 9 kompanii strzelców w III batalionie 14 pułku piechoty. Następnie por. Stepokura został przeniesiony do 31 pułku Strzelców Kaniowskich.
Na dzień 23 marca 1939 roku Władysław Stepokura pełnił funkcję dowódcy 2 kompanii w I batalionie 31 pułku piechoty, zajmując w tym czasie 171. lokatę wśród poruczników piechoty w swoim starszeństwie.

## Kampania wrześniowa
Na wrześniowe szlaki wyruszył jako dowódca 1 kompanii Obrony Narodowej „Wieluń II”, wchodzącej w skład batalionu ON „Wieluń II” z Sieradzkiej Brygady Obrony Narodowej. Batalion „Wieluń II” zmobilizowany został przez 31 pułk Strzelców Kaniowskich. Organizację tego batalionu (oraz batalionu ON „Wieluń I”) rozpoczęto w dniu 10 maja 1939 r. Ostre pogotowie w tychże batalionach zarządzono w dniu 15 sierpnia 1939 roku (żołnierze otrzymali wówczas ostrą amunicję), a wymarsz z dotychczasowego miejsca postoju nastąpił wieczorem, dnia 30 sierpnia. Bataliony przemaszerowały przez Białą i Walichnowy do Parcic. Rankiem 31 sierpnia 1939 r. na przedpolu Parcic rozpoczęto kopanie dołów i rowów strzeleckich. Dowodzona przez por. Stepokurę kompania wraz z macierzystym batalionem walczyła w składzie Oddziału Wydzielonego nr 2 z 10 Dywizji Piechoty Armii „Łódź” i wraz z 2 kompanią Obrony Narodowej „Wieruszów” (ze składu batalionu ON „Wieluń I”) stanowiła odwód Oddziału Wydzielonego nr 2. Odwód ten został następnie przesunięty do miejscowości Kozy. W dniu 1 września 1939 r. kompania por. Stepokury wzięła udział w przeciwnatarciu na pozycje pododdziałów niemieckiej 17 Dywizji Piechoty pod Krajanką. Około godziny 18:00 kompania ruszyła do natarcia, lecz wskutek przewagi wroga zmuszona została do wycofania się . W toku dalszych walk i marszów Władysław Stepokura dołączył ze swoją kompanią do zgrupowania płk. dypl. Leona Koca. W składzie tego zgrupowania walczył z Niemcami i dostał się na Lubelszczyźnie do ich niewoli. Transportowany koleją wraz z innymi jeńcami do Niemiec – ucieka i przedostaje się do Kielc, a następnie do Buska-Zdroju, gdzie przebywa jego rodzina.

## W konspiracji
W Busku-Zdroju zatrudnia się jako krawiec, a od roku 1940 pracuje już jako dozorca w biurze melioracyjnym. Angażuje się w działalność konspiracyjną, a z dniem 1 stycznia 1941 roku zostaje członkiem Związku Walki Zbrojnej (żołnierzem ZWZ – AK pozostaje do dnia 16 stycznia 1945 roku). W roku 1941 organizuje sobie kenkartę na nazwisko Józef Bednarz, którego to nazwiska będzie używał już do końca swego życia.
Na przełomie lat 1941/42 zostaje przerzucony przez ZWZ w rejon Pińczowa i zamieszkuje w pobliskiej leśniczówce Włochy. W latach 1942–1943 redaguje gazetkę „Wiadomości Polskie”. Latem 1943 roku wpada podczas łapanki w Pińczowie. Po przewiezieniu do więzienia w Kielcach poddany jest brutalnemu śledztwu. Po trzech miesiącach wysłany do Oświęcimia, zostaje odbity z transportu wraz z pozostałymi więźniami. Uwolnionych przyjęto do oddziału partyzanckiego, a Władysława Stepokurę (Józefa Bednarza) skierowano do Woli Libertowskiej. Działając w okręgu krakowskim Armii Krajowej od wiosny 1944 r. organizował na terenie placówek Pilica i Żarnowiec (obwód Olkusz, podobwód Północny Żarnowiec) szkieletowy batalion (późniejszy II batalion 116 pp AK). Od czerwca 1944 roku por. Władysław Stepokura vel Józef Bednarz ps. „Zawiślak” zajmował stanowisko dowódcy II batalionu 116 pułku piechoty AK Ziemi Olkuskiej (ps. „Winiarnia”), wchodzącego w skład 106 Dywizji Piechoty Armii Krajowej . Pułki tej dywizji tworzone były w Inspektoracie Miechów Armii Krajowej (kryptonim „Maria”) – obejmującym obwody: Miechów („Magdalena”), Olkusz („Olga”) i Pińczów („Pelagia”). Batalion „Zawiślaka” operował w rejonie Kroczyc i Kidowa. W dniu 2 sierpnia 1944 r. por. Stepokura otrzymał pochwałę dowódcy 106 DP AK „za szczególnie wydajną pracę”, a we wrześniu 1944 roku ukończył kurs leśny specjalny dowódców. Rozkazem dowódcy 106 DP AK Nr 57 z dnia 15 stycznia 1945 r. został awansowany do stopnia kapitana służby stałej. Po wyzwoleniu powiatu olkuskiego przez Armię Czerwoną kapitan Stepokura przedostał się na teren Zagłębia Dąbrowskiego, skąd przysyłał ludzi do oddziałów leśnych zorganizowanych na ziemi olkuskiej w ramach „drugiej konspiracji”. Nadal utrzymywał wówczas kontakt ze swoimi żołnierzami.  

## Okres powojenny
W marcu 1945 r. wyjechał do Dąbrowy Górniczej, gdzie pracował jako rachmistrz. W końcu lipca 1945 r. przeniósł się do Gliwic i rozpoczął pracę w kopalni węgla „Sośnica” jako kierownik ewidencji, a następnie kierownik działu socjalnego. W tym czasie sympatyzował ze Zrzeszeniem Wolność i Niezawisłość. Związał się wówczas ze strukturami zbrojnej organizacji polskiego podziemia niepodległościowego i antykomunistycznego Armia Polska w Kraju. W lipcu 1946 r. komendant Armii Polskiej w Kraju – płk. Aleksander Delman (ps. „Dziadek”, „Urban”, „Stasiak”) – podczas inspekcji w oddziale „Burza”, rozkazał por. Mieczysławowi Wądolnemu „Mściciel” zorganizowanie siatki informacyjnej APwK w województwie śląsko-dąbrowskim. „Mściciel” zadanie budowy siatki informacyjnej powierzył swojemu zastępcy, ppor. Hieronimowi Wolniakowi „Samotnemu”, który organizując tę siatkę poprosił Władysława Stepokurę vel Józefa Bednarza (jako znanego sobie byłego oficera 106 DP AK) o skontaktowanie go z partyzanckimi oddziałami podziemia. Kierownikiem powstałej w październiku 1946 r. siatki został kpt. Eugeniusz Metta vel Zawistowski „Sprytny”, który zwerbował do niej również Józefa Bednarza pod pseudonimem „Wicher”. W ten sposób Józef Bednarz został jednym z przywódców APwK na Śląsku. Do zadań siatki należało ustalanie składu wojsk polskich i radzieckich na tym terenie oraz ich ruchów, meldowanie o represjach wobec podziemia i sporządzanie list aktywistów komunistycznych. Również w październiku 1946 r. Józef Bednarz otrzymał instrukcje i legitymację organizacyjną, na mocy której, jako „major Wicher”, pełnił funkcję dowódcy grupy operacyjnej. Do chwili aresztowania sporządził dwa raporty. 
Aresztowany przez władze komunistyczne został w dniu 2 stycznia 1947 roku (rozbito wówczas całą siatkę APwK na tym terenie, do więzienia trafił również „Sprytny”). W toku śledztwa był torturowany fizycznie i psychicznie – miał powybijane zęby oraz doznał częściowej utraty słuchu. Przez stalinowskich oprawców zamykany był na noc nago w celi, przy otwartym oknie i panującym na zewnątrz mrozie. Rozprawa odbyła się w dniu 3 lutego 1947 r. Tego samego dnia Wojskowy Sąd Rejonowy w Katowicach, wyrokiem o sygnaturze Rd 10/47, skazał go na karę podwójnego dożywocia, 5 lat utraty praw i przepadek mienia. Wyrok odsiadywał w ciężkim więzieniu we Wronkach. Zwolniony z więzienia został w dniu 18 maja 1956 r. na mocy amnestii, będącej wynikiem odwilży po śmierci Stalina. Po wyjściu z więzienia zaopiekowała się nim dr Aniela Drozdowska, która zorganizowała mu opiekę lekarską, sanatorium oraz mieszkanie we Wrocławiu, w którym to mieście mieszkał do swej śmierci. Pracował jako zaopatrzeniowiec we wrocławskich zakładach lotniczych. Nie powrócił już do rodowego nazwiska i nie szukał kontaktów z przeszłości. 
Zmarł w dniu 17 marca 1986 r. i pochowany został na wrocławskim Cmentarzu Osobowickim (pole: 138R, grób: 99, rząd: 1).
Zrehabilitowany został wyrokiem Sądu Warszawskiego Okręgu Wojskowego z dnia 16 marca 1995 r., wydanym na posiedzeniu w Katowicach, stwierdzającym nieważność wyroku Wojskowego Sądu Rejonowego w Katowicach z 1947 roku.
Na mocy zaświadczenia weryfikacyjnego Nr 10/616/95 z dnia 25 grudnia 1995 r. wydanego przez byłego dowódcę Inspektoratu Rejonowego Miechów ZWZ i AK – gen. bryg. Bolesława Nieczuję-Ostrowskiego został zweryfikowany w stopniu majora (w ramach tegoż inspektoratu) oraz do odznaczenia: dwukrotnie Krzyżem Walecznych (za całokształt działalności konspiracyjno-bojowej, w tym w POW w 1918), Złotym Krzyżem Zasługi z Mieczami (za długoletnie cierpienia za służbę w AK po wojnie), Krzyżem Armii Krajowej (za przynależność do Armii Krajowej) i czterokrotnie Medalem Wojska (za udział w II wojnie światowej). W zaświadczeniu tym gen. Nieczuja-Ostrowski stwierdził, że: „mjr Władysław Stepokura ps. Zawiślak dobrze zasłużył się Ojczyźnie i Narodowi w walce z wrogami Polski”. 

## Rodzina
W dniu 2 lutego 1935 roku we włocławskiej parafii wojskowej pw. św. Michała Władysław Stepokura zawarł związek małżeński z Jadwigą Bugielską (urodzoną w 1909 roku, córką Tomasza i Zofii z Bauerów), siostrą ówczesnego podporucznika 63 pułku piechoty – Zygmunta Bugielskiego. Małżeństwo to zawarte zostało w obecności świadków, którymi byli kapitanowie 14 pułku piechoty: Marian Matera i Jan Fleischmann. Pierwsza żona Władysława Stepokury zmarła 10 lutego 1945 r. w Miechowie, w następstwie ciężkiej choroby płuc. Ich małżeństwo doczekało się trójki dzieci. Dnia 25 listopada 1935 r. urodził się w Toruniu syn, któremu nadano imiona Andrzej Zygmunt. W dniu 19 grudnia 1936 roku, również w Toruniu, narodził się syn Zbigniew Adam (zmarł w Warszawie w dniu 23 maja 2008 r.), a dnia 1 stycznia 1939 r. przyszła w Łodzi na świat córka Bożenna. W grudniu 1941 roku narodził im się kolejny syn – Zygmunt, który jednakże po tygodniu zmarł. Na początku 1945 roku, przed swym wyjazdem na Śląsk, Władysław Stepokura pozostawił dzieci pod opieką teściowej (Zofii Bugielskiej) i szwagierki (Marii Bugielskiej). Po wyjściu z więzienia, dzięki staraniom swej przyszłej drugiej żony oraz poszukiwaniom prowadzonym przez PCK, odnalazł je, i od tej pory utrzymywał już z nimi stały kontakt. Drugą żoną Władysława Stepokury (vel Józefa Bednarza) została Aniela Drozdowska, z którą zawarł związek małżeński w 1958 roku. Druga żona Władysława Stepokury zmarła we Wrocławiu w dniu 16 maja 1985 roku.

## Awanse
- podporucznik – 15 sierpnia 1931, 342. lokata[30]
- porucznik – 1 stycznia 1934, 390. lokata[31]
- kapitan – 15 stycznia 1945[32]
- major (APwK) – październik 1946[33]

## Ordery i odznaczenia
- Krzyż Komandorski Orderu Odrodzenia Polski (pośmiertnie za wybitne zasługi dla niepodległości Rzeczypospolitej Polskiej, 22 grudnia 2020)[34]
- Państwowa Odznaka Sportowa[35]